# Naceur Damergi
Naceur Damergi (arabe : الناصر الدامرجي), né en 1944 à Tunis et décédé le 17 novembre 1990 à Tunis, est un tueur en série tunisien des années 1980 exécuté par pendaison pour avoir violé et assassiné treize mineurs dans la région de Nabeul.

## Biographie
Naceur Damergi vit d'emplois précaires et de la vente de poulets.
Il est arrêté le 27 novembre 1989 à un carrefour des environs d'Hammamet à la suite de la découverte d'un couteau ensanglanté durant un contrôle routier. Après être passé aux aveux, douze corps sont retrouvés enterrés dans une forêt voisine, les victimes étant âgées de sept à vingt ans, ce qui lui confère le surnom d'« étrangleur de Nabeul ».
Condamné à mort le 24 mai 1990, son pourvoi en cassation est rejeté le 19 juin. Si le président Zine el-Abidine Ben Ali est réticent à appliquer la peine de mort, l'émoi dans l'opinion conduit au rejet de la demande de clémence.
Le 16 novembre 1990, Damergi est extrait de sa cellule de Nadhor à Bizerte, transféré à la prison du 9-Avril à Tunis puis pendu le lendemain, à 3 heures 15 du matin,.